# Le Fils des étoiles
Le Fils des étoiles est une musique de scène d'Erik Satie composée en 1892 pour accompagner la pièce homonyme, en trois actes, de Joséphin Peladan.

## Présentation
En 1891, Satie fait la connaissance de Joséphin Peladan, grand maître de la « Rose-Croix du Temple et du Graal », et devient maître de chapelle attitré de l'ordre. C'est dans ce cadre qu'il écrit plusieurs œuvres destinées à accompagner des cérémonies de la confrérie, dont une musique de scène pour une « pastorale kaldéenne » (ou « wagnérie kaldéenne ») en trois actes de Péladan, Le Fils des étoiles,.
La partition originale de Satie est composée pour flûtes et harpes, mais seule une version pour piano subsiste aujourd'hui, de la main du compositeur, dont on retient plus particulièrement les préludes, publiés séparément dès 1896 chez E. Baudoux.
La création du Fils des étoiles, d'abord prévue le 17 mars 1892 (répétition générale le 15 mars 1892), eut lieu en fait le 22 mars 1892 (répétition générale le 19 mars 1892), lors d'une soirée du premier salon de la Rose-Croix à la galerie parisienne Durand-Ruel.
La critique se montra réservée sur Le Fils des étoiles lors de la création, la plupart des opinions mêlant incompréhension et sentiment d'ennui. Les rares avis exprimés sur la musique d’Erik Satie sont assez sévères. Camille Le Senne juge que « cette prétendue musique de scène serait plutôt de la musique de gare. On n’entend que des coups de piston » . Quant à Willy, il fait preuve d’ironie :

« Quant au seigneur Erik Satie, un des « pieux de l’harmonie », il a composé trois préludes « nerveux », car on ne sait par quel bout les prendre, que « leur style sévère » et « leur caractère admirablement oriental » ont fait adopter par l’Ordre. Pour moi, cette musique de marchands de robinets ne m’a procuré qu’une médiocre Satiesfaction
. »

Trois ans plus tard, Erik Satie régla ses comptes dans deux lettres ouvertes virulentes à Willy « contre l’enflure de son esprit et en protection des Choses magnifiques » (2 mai 1895) et « en expression du mépris attaché à sa personne » (14 mai 1895) .

## Structure

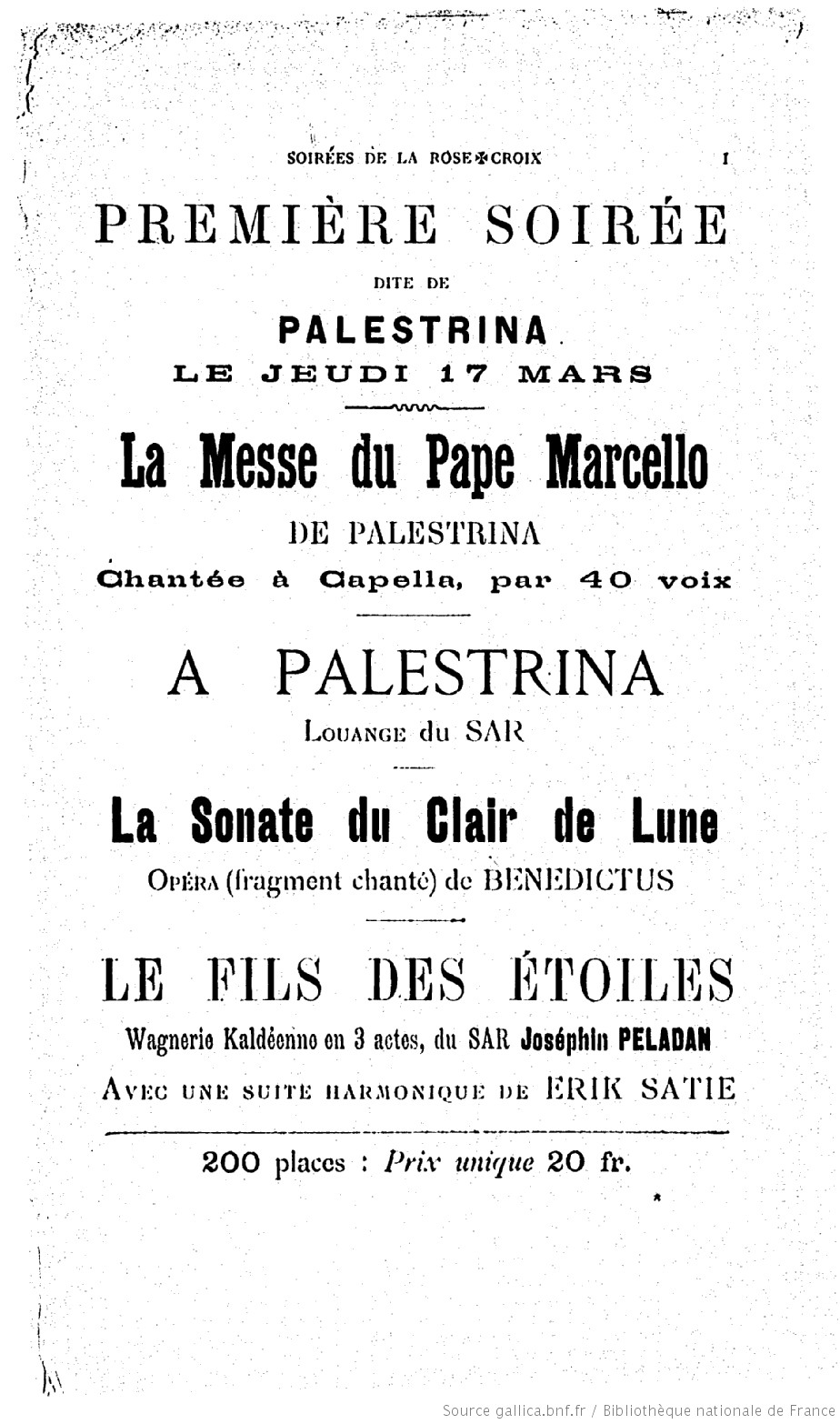
Programme de la première soirée du Salon de la Rose+Croix avec la date initialement prévue de création du 17 mars 1892 en fait ajournée au 22 mars 1892.

La musique de scène, d'une durée moyenne d'exécution d'une heure environ, comprend six mouvements :
1. Prélude du premier acte : la Vocation
2. Thème décoratif : la nuit de Chaldée
3. Prélude du deuxième acte : l'Initiation
4. Thème décoratif : la salle basse du grand temple
5. Prélude du troisième acte : l'Incantation
6. Thème décoratif : la terrasse du palais du Patesi Goudea

Les Trois préludes seuls ont une durée moyenne d'exécution de dix minutes trente environ.

## Analyse desTrois Préludes du Fils des étoiles
Comme le note Guy Sacre, les trois préludes « juxtaposent, dans la forme mosaïquée que Satie affectionne, sonneries d'accords et fragments mélodiques ».
Alfred Cortot leur attribue, avec d'autres œuvres de la période dite « mystique » de Satie, « une impression de secret et indéfinissable envoûtement ».

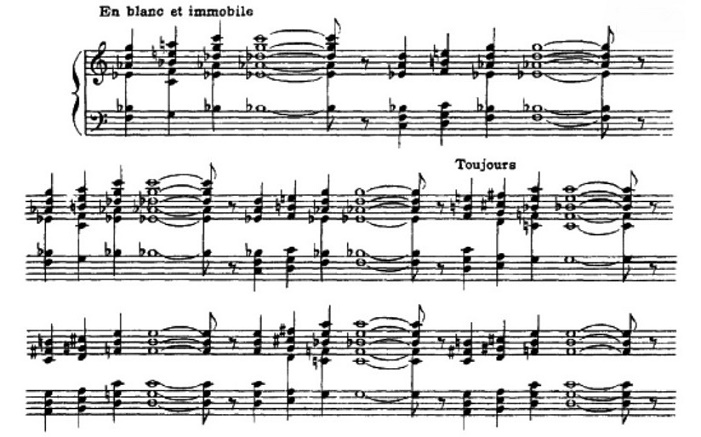
Les accords parallèles de quartes empilées qui ouvrent le Prélude du premier acte du Fils des étoiles.

Vincent Lajoinie souligne quant à lui l'extrême modernité des Préludes du Fils des étoiles, qui annoncent, « par une étrange faculté divinatoire », la plupart des innovations marquantes du XXe siècle musical : « ainsi y découvre-t-on avec surprise les agrégations de quartes dont Bartók et Scriabine ne feront usage qu'autour de 1910, tandis que certaines superpositions polytonales, voire polymodales, annoncent directement les recherches futures de personnalités aussi diverses que Stravinsky, Milhaud, Ravel ou Roussel ». Il note également les progressions, autant d'ordre rythmique qu'harmonique, qui caractérisent la succession des trois préludes. Ainsi, on remarque l'apparition de nouvelles formules rythmiques, « croches dans la Vocation, triolets dans l'Initiation, double croches dans l'Incantation ». De même, « l'harmonie devient de plus en plus diversifiée au fur et à mesure que l'on avance dans l’œuvre  ».

## Postérité
Maurice Ravel interprète au piano le prélude du 1er acte La vocation lors du 6e concert de la Société musicale indépendante le 16 janvier 1911 à la salle Gaveau,.
Trois mois après ce concert, Erik Satie, dans une lettre à son frère Conrad Satie du 11 avril 1911, affirme : « Ravel orchestre les préludes du Fils des Étoiles pour les donner aux concerts d’avant-garde ». Ornella Volta indique qu'« on n’a jamais retrouvé d’orchestration par Ravel des Préludes du « Fils des Étoiles » ». En fait, Ravel n'orchestra qu'un seul prélude, inédit et perdu, référencé sans précisions par Roland-Manuel. À son propos, Marcel Marnat parle de « douteuse exécution publique ». Manuel Cornejo précise que le premier prélude a été orchestré par Maurice Ravel pour illustrer le poème Hymne au soleil de Valentine de Saint-Point et que les deuxième et troisième préludes ont été orchestrés par son élève Roland-Manuel pour illustrer les poèmes Amour et La Chevelure de Valentine de Saint-Point, les trois préludes orchestrés étant créés lors du spectacle « Métachorie : danses idéistes » organisé par Valentine de Saint-Point le 20 décembre 1913 à Paris au Théâtre Léon Poirier (future Comédie des Champs-Élysées).
Les orchestrations par Ravel et Roland-Manuel des trois préludes de Satie sont inédites et absentes des Archives de la Fondation Erik Satie conservées à l'IMEC. Les manuscrits et matériels d'orchestre se trouvaient sans doute dans les archives de Valentine de Saint-Point, non localisées.

## Discographie
- Erik Satie : Complete Piano Works, New Salabert Edition vol. 2, Nicolas Horvath (piano), CD Naxos – Grand Piano Records, 2018
- Satie: Complete Piano Music, Jeroen van Veen (piano), Brilliant Classics 95350, 2016.
- Tout Satie ! Erik Satie Complete Edition[26], CD 6, Aldo Ciccolini (piano), Erato 0825646047963, 2015.

### Ouvrages généraux
- Guy Sacre, La musique de piano : dictionnaire des compositeurs et des œuvres, vol. II (J-Z), Paris, Robert Laffont, coll. « Bouquins », 1998, 2998 p. (ISBN 978-2-221-08566-0).
- Adélaïde de Place, « Erik Satie », dans François-René Tranchefort (dir.), Guide de la musique de piano et de clavecin, Paris, Fayard, coll. « Les Indispensables de la musique », 1987, 867 p. (ISBN 978-2-213-01639-9, OCLC 17967083).
- Alfred Cortot, La musique française de piano, Paris, Presses universitaires de France, coll. « Quadrige », 1981, 762 p. (ISBN 2-13-037278-3).

### Monographies
- Vincent Lajoinie, Erik Satie, Lausanne, Éditions L'Âge d'Homme, 1985 (ISBN 978-2-8251-3228-9).
- (en) Robert Orledge, Satie the composer, New York, Cambridge University Press, coll. « Music in the 20th Century », 1990, 394 p. (ISBN 978-0-521-35037-2).
- Anne Rey, Satie, Paris, Éditions du Seuil, coll. « Solfèges », 1974, rééd. 1995, 192 p. (ISBN 978-2-02-023487-0 et 2-02-023487-4).
- Ornella Volta, Satie et la danse, Paris, Éditions Plume, 1992, 206 p. (ISBN 978-2-7021-2160-3).